# 광탄성

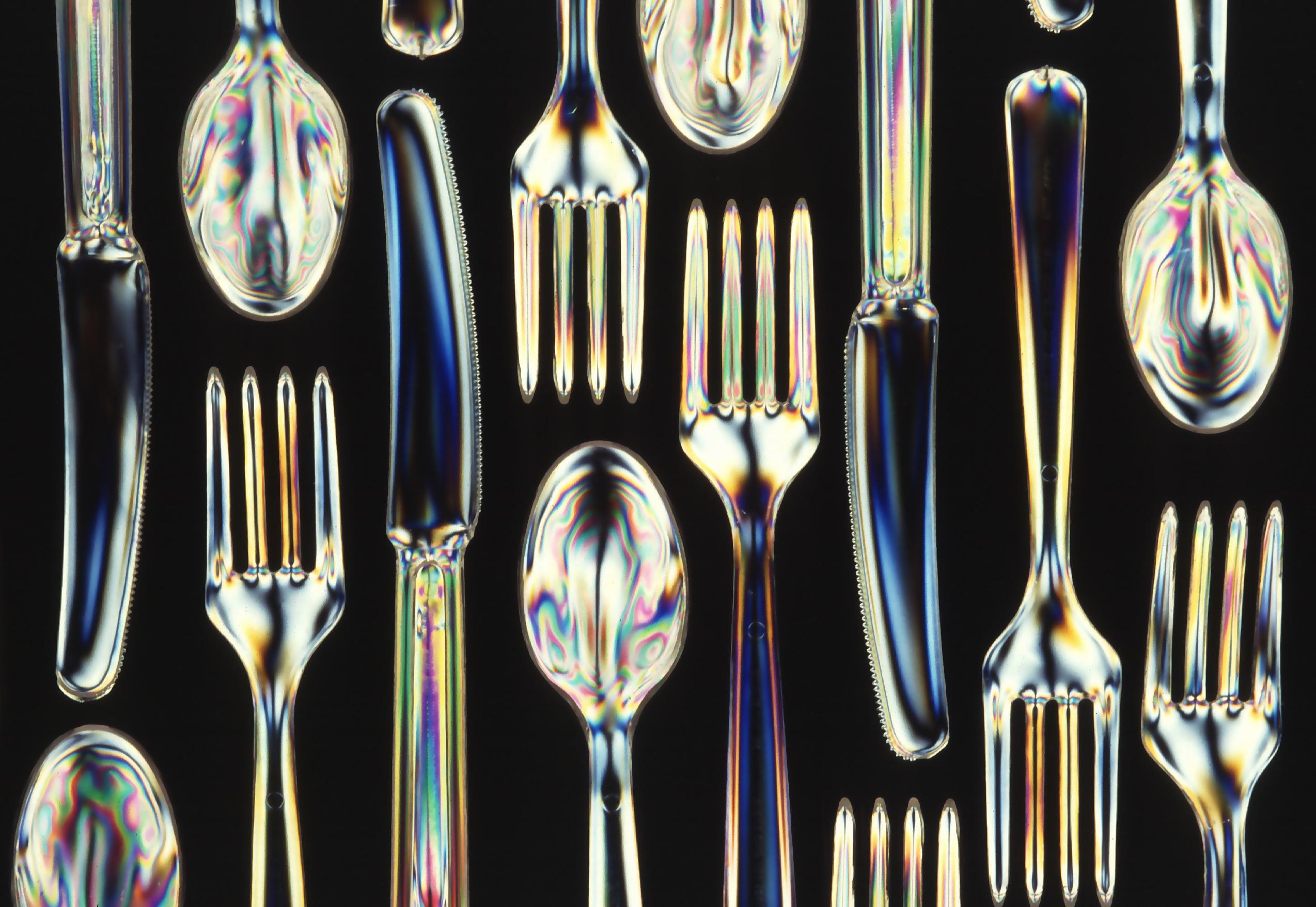
광탄성 실험의 플라스틱 기구

광탄성(光彈性, 영어: photoelasticity)은 재료과학에서 기계적 일그러짐에 따른 재료의 광학적 특성 변화를 나타낸다. 이는 모든 유전체의 특성이며 재료의 응력 분포를 실험적으로 결정하는 데 자주 사용된다.

## 역사
광탄성 현상은 스코틀랜드의 물리학자 데이비드 브루스터(David Brewster)에 의해 처음 발견되었으며, 그는 이를 스트레스로 인한 복굴절로 즉시 인식했다. 진단은 오귀스탱 프레넬의 직접 굴절 실험에서 확인되었다. 실험적 틀은 20세기 초 E.G. 코커와 L.N.G. 런던 대학교의 필론(Filon)이 정립했다. 1930년 케임브리지 대학교 출판부에서 출판된 이들의 저서 광탄성에 관한 논문은 이 주제에 대한 표준 교과서가 되었다. 1930년에서 1940년 사이에 러시아어, 독일어, 프랑스어로 된 책을 포함하여 이 주제에 관한 많은 다른 책이 출판되었다.

## 같이 보기
- 재료과학